# Třída Emerald
Třída Emerald (jinak též třída E) byla třída lehkých křižníků britského královského námořnictva. Ze tří plánovaných křižníků byly dokončeny dva. Ve službě byly od roku 1926. Křižníky se účastnily druhé světové války, přičemž krátce po jejím skončení byly vyřazeny. Ve Španělsku byly ve 20. letech 20. století postaveny tři jednotky modifikované třídy Almirante Cervera.

## Stavba
Stavba tří lehkých křižníků byla objednána v březnu 1918. Při jejich vývoji byl po dlouhé době kladen důraz na vysokou rychlost, neboť bylo plánováno jejich nasazení proti německým minovým křižníkům třídy Brummer. Slabší byla naopak výzbroj a dosah. Pohonný systém byl převzat z vůdčích lodí torpédoborců třídy Shakespeare, byl však zdvojen. Po skončení první světové války byla stavba třetí jednotky Euphrates zrušena a stavba prvních dvou byla zpomalena. Dvojice postavených křižníků byla do služby zařazena v roce 1926.
Jednotky třídy Emerald:
| Jméno      | Loděnice         | Založení kýlu   | Spuštění na vodu  | Přijetí do služby | Status                             |
| ---------- | ---------------- | --------------- | ----------------- | ----------------- | ---------------------------------- |
| Emerald    | Armstrong        | 23. září 1918   | 19. května 1920   | leden 1926        | Prodán do šrotu 1948.              |
| Enterprise | John Brown       | 28. června 1918 | 23. prosince 1919 | duben 1926        | Prodán do šrotu 1946.              |
| Euphrates  | Fairfield, Govan | 1918            | –                 | –                 | Stavba zrušena 26. listopadu 1918. |

## Konstrukce

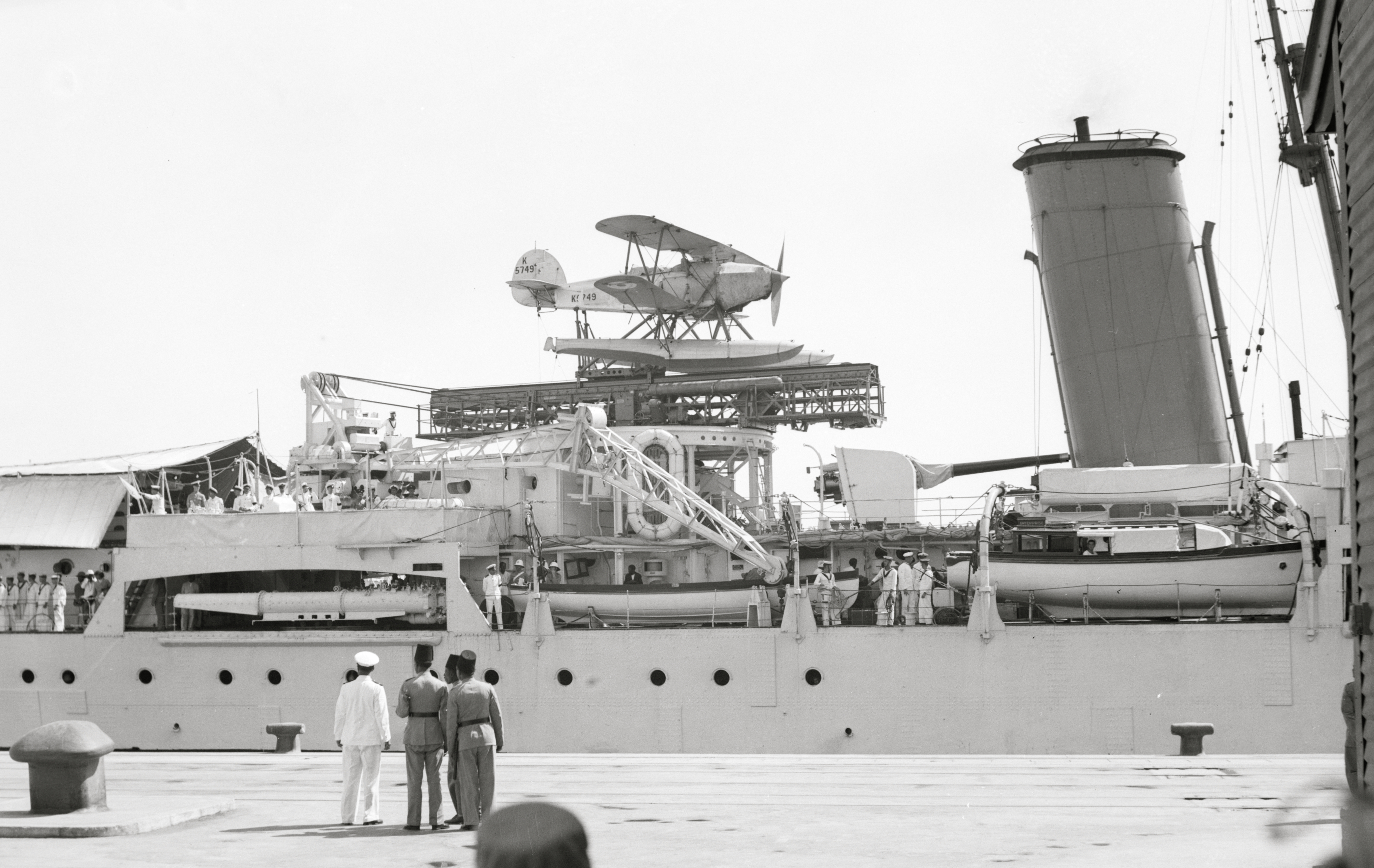
Detail křižníku HMS Enterprise. Vidět je torpédomet, palubní hydroplán a jeden 152mm kanón

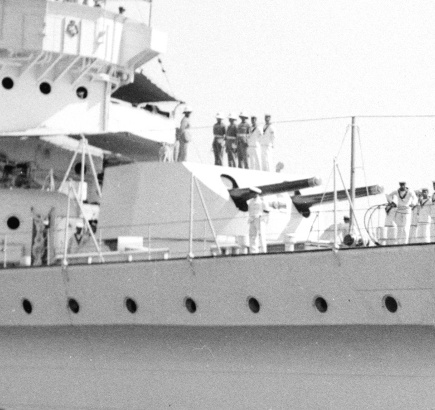
Dvoudělová věž křižníku Enterprise

Výzbroj tvořilo sedm 152mm kanónů BL 6-inch L/45 Mk.XII, které byly u Emeraldu lafetovány po jednom a v případě Enterprise byly dva z nich umístěny v pokusné příďové dvoudělové věži Mk.XXI (později použité u tříd Leander a Arethusa). Další výzbroj představovalo pět protiletadlových 102mm kanónů QF 4 in L/45 Mk.V, čtyři 47mm kanóny, tři 40mm kanóny QF 2 pdr Mk.II (Pom-pom) a dvanáct 533mm torpédometů. Pohonný systém tvořilo osm kotlů a čtyři turbínová soustrojí o výkonu 80   hp, pohánějící čtyři lodní šrouby. Nejvyšší rychlost dosahovala 33 uzlů.

### Modifikace
Na sklonku 20. let přitom byly trojhlavňové torpédomety vyměněny za čtyřhlavňové a jejich celkový počet se tak zvýšil o čtyři. Během války se složení, především lehké výzbroje, dále měnilo.

## Operační služba
Oba křižníky byly nasazeny v druhé světové válce. Žádný nebyl ztracen.